# Dúnchad Muirisci
Dúnchad Muirisci mac Tipraite (mort en 683 ?) est un roi de Connacht issu des Uí Fiachrach Muaidhe une branche des Connachta. Le sept Uí Fiachrach Muaidhe était établi le long de la rivière Moy. Ce lignage prétendait descendre de Fiachnae, un frère de l'Ard ri Erenn, semi-légendaire, Ailill Molt (mort en 482).

## Contexte
Son surnom démontre qu'il contrôlait la région de « Muiresc  » sur la Moy et sa lignée est à l'origine des rois d'Ui Fiachrach postérieurs. Les « Listes de Rois » et les annales attestent qu'il gouverne en tant que roi dans les années 682–683. Toutefois elle désigne son père sous le nom de Máeldub alors que les généalogies comme le Livre de Ballymote présentent ce Máeldub comme son grand-père et Tipraite comme son père.
Les annales indiquent également qu'il est tué en 683 mais ne précisent pas les circonstances de sa mort. On connait les noms de deux de ses fils: Indrechtach mac Dúnchado (mort en 707), un roi de Connacht, et Aillil.

## Sources
- (en) Francis John Byrne, Irish Kings and High-Kings, Londres, Batsford, 1973 (ISBN 0-7134-5882-8)
- (en) T.W Moody, F.X. Martin, F.J. Byrne A New History of Ireland IX Maps, Genealogies, Lists. A companion to Irish History part II . Oxford University Press réédition 2011  (ISBN 9780199593064) Kings of Connacht to 1224 p. 138.